# 1804 w polityce

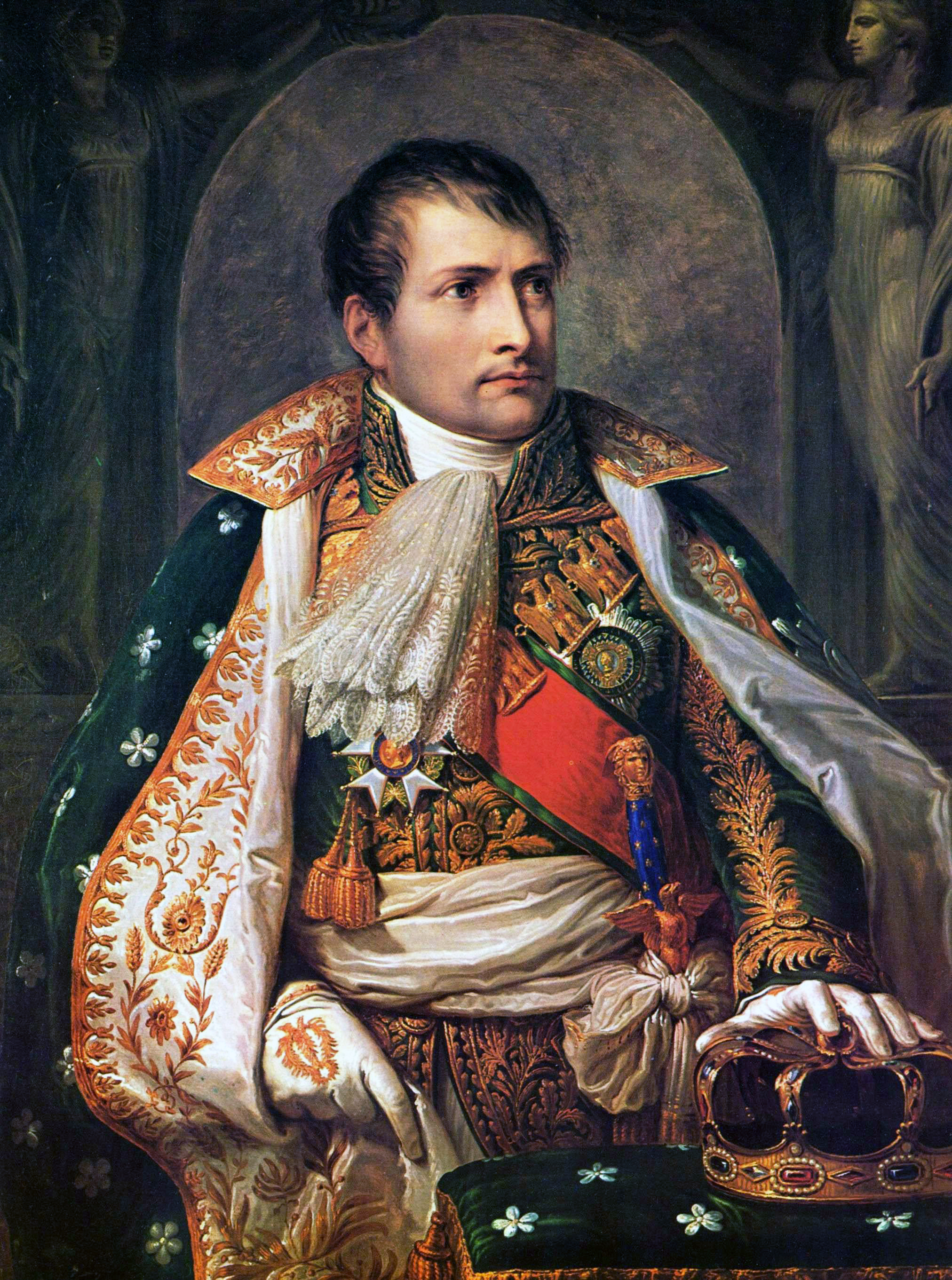
Andrea Appiani, Portret Napoleona I

Wydarzenia polityczne w 1804 roku.

## Wydarzenia
- 21 marca Ludwik, książę Enghien, zostaje rozstrzelany za domniemany udział w spisku przeciwko Napoleonowi[1].
- 27 marca zostaje przyjęty Kodeks cywilny[2]
- 18 maja Napoleon Bonaparte został ogłoszony cesarzem przez senat[3].
- 2 grudnia Napoleon został koronowany na cesarza Francuzów[3].

## Urodzili się
- 8 czerwca Maria Anna Habsburg, córka Franciszka II Habsburga[4] i Marii Teresy.

## Zmarli
- 14 kwietnia Luis Pinto de Sousa Coutinho, polityk portugalski[5].
- 20 kwietnia Ernest II, książę Saksonii-Gothy-Altenburga)[6].
- 12 czerwca Ludwig Müller, pruski inżynier wojskowy, budowniczy twierdzy w Grudziądzu[7].
- 29 lipca William Irvine – amerykański generał i parlamentarzysta[8][9].